# 역청탄

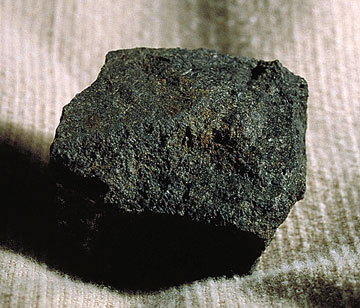
역청탄

역청탄(瀝靑炭, bituminous coal)은 휘발성 물질이 많이 포함된 석탄이다.
석탄을 분류할 때, 휘발성 물질의 함유량이 많은 것이 역청탄(=유연탄), 적은 것이 무연탄이다. 유연탄은 연소할 때 화염과 연기를 낸다.
무역에 있어서는 휘발성 물질의 함유량이 14%의 이하이면 무연탄, 14% 초과이면 역청탄으로 구분한다.
단 역청탄은 5833kcal/kg의 발열량의 조건도 만족해야 한다.
역청탄은 화력 발전용으로 잘 쓰이며, 대한민국에서는 생산이 되지 않아서 전량 수입하는 중이다.
대신 조선민주주의인민공화국에서는 새별군을 중심으로 생산되고 있다.

## 같이 보기
- 석탄
- 무연탄